# 洛克人X系列
洛克人X是遊戲開發商卡普空中的遊戲系列之一，為洛克人的第二個系列，1993年首次發行，故事背景承接洛克人元祖系列，在22世紀的未來世界。此系列延續洛克人元祖系列，依舊以高難度著稱，十二作中只有一作不是動作遊戲（洛克人X 指令任務是角色扮演遊戲）。本系列另有一些漫畫改編作品與卡片周邊。

## 故事背景
21XX年，凱恩博士發現神秘機器人－艾克斯（X）。以其設計構想為基礎，開發出能夠自我思考的高精密度機器人－「思考型機器人」。
雖然思考型機器人迅速地普及並被人類活用，不過其中也產生一種會傷害人類、被稱為「非正規」的思考型機器人。
在這事態下，以取締非正規為目的、以優秀思考型機器人組織成的「非正規獵人」結成，問題暫時解決。
然而，隨著「非正規獵人」領袖兼最強的思考型機器人西格瑪的非正規化，世界即將面臨存亡的危機。
非正規獵人艾克斯，以及特A級獵人傑洛，為了阻止西克瑪，挺身而出。

## 系列作品
| 1993 | 洛克人X                |
| 1994 | 洛克人X2               |
| 1995 | 洛克人X3               |
| 1996 |                        |
| 1997 | 洛克人X4               |
| 1998 |                        |
| 1999 |                        |
| 2000 | 洛克人X 幻電任務       |
| 2000 | 洛克人X5               |
| 2001 | 洛克人X2 吸魂者        |
| 2001 | 洛克人X6               |
| 2002 |                        |
| 2003 | 洛克人X7               |
| 2004 | 洛克人X 指令任務       |
| 2005 | 洛克人X8               |
| 2005 | 反亂獵人X              |
| 2006 |                        |
| 2007 |                        |
| 2008 |                        |
| 2009 |                        |
| 2010 |                        |
| 2011 |                        |
| 2012 |                        |
| 2013 |                        |
| 2014 |                        |
| 2015 |                        |
| 2016 |                        |
| 2017 |                        |
| 2018 | 洛克人X週年紀念合集    |
| 2018 | 洛克人X週年紀念合集2   |
| 2018 | 洛克人X週年紀念合集1+2 |
| 2019 |                        |
| 2020 | 洛克人X DiVE           |
| 2021 |                        |
| 2022 |                        |
| 2023 | 洛克人X DiVE 離線版    |

| 標題                 | 發行時間       | 平台                                              |
| -------------------- | -------------- | ------------------------------------------------- |
| 洛克人X              | 1993年12月17日 | 超級任天堂 Microsoft Windows Virtual Console iOS  |
| 洛克人X2             | 1994年12月16日 | 超級任天堂 Virtual Console                        |
| 洛克人X3             | 1995年12月1日  | 超級任天堂 PlayStation 世嘉土星 Microsoft Windows |
| 洛克人X4             | 1997年8月1日   | PlayStation 世嘉土星 Microsoft Windows            |
| 洛克人X 幻電任務     | 2000年10月20日 | Game Boy Color                                    |
| 洛克人X5             | 2000年11月30日 | PlayStation Microsoft Windows                     |
| 洛克人X2 吸魂者      | 2001年7月19日  | Game Boy Color Virtual Console                    |
| 洛克人X6             | 2001年11月29日 | PlayStation Microsoft Windows                     |
| 洛克人X7             | 2003年7月17日  | PlayStation 2 Microsoft Windows                   |
| 洛克人X 指令任務     | 2004年7月29日  | PlayStation 2 GameCube                            |
| 洛克人X8             | 2004年12月7日  | PlayStation 2 Microsoft Windows                   |
| 反亂獵人X            | 2005年12月15日 | PlayStation Portable                              |
| 洛克人X合集          | 2006年1月10日  | PlayStation 2 GameCube                            |
| 洛克人X週年紀念合集  | 2018年7月24日  | PlayStation 4 任天堂Switch                        |
| 洛克人X週年紀念合集2 | 2018年7月24日  | PlayStation 4 任天堂Switch                        |
| 洛克人X DiVE         | 2020年3月24日  | Android iOS                                       |
| 洛克人X DiVE 離線版  | 2023年9月1日   | Android iOS Microsoft Windows                     |

## 組織
非正規獵人（イレギュラーハンター，Irregular Hunter）
又稱異常獵人、非正規戰警，歐美版本為「Maverick Hunter」。
凱恩博士所創立的治安維持組織，目的是將危害人類的非正規機器人予以處分，可說是思考型機器人中的警察。獵人分有「A級」「B級」、「C級」，以及僅佔全體人員0.01%的「特A級」四個等級；在『指令任務』中提到A級之上有一個「S級」的單位存在，與特A級的相異之處不明。艾克斯、傑洛都是這個組織的成員，西格瑪也曾經隸屬於此。
組織保有非正規化的判定權，有如政府般，對所有的思考型機器人來說擁有最高的管轄權。但自從「西格瑪叛亂事件」開始，由於「獵人非正規化」的出現、非正規化的判定曖昧不明等因素，開始出現對非正規獵人組織抱持不信任感的思考型機器人。雖然實際情況不明，但與X4中的「仲裁部隊」最大的不同點，就是仲裁部隊是直屬於人類的。
在「The Day Of Σ」中有提到，組織總部設於阿貝爾市，不過在遊戲開始前已被飛彈摧毀。
組織架構與成員
指揮官
總部：凱恩博士→席格納斯
遠東司令部：里帝布斯上校（指令任務）
戰鬥部隊
到目前為止，確定至少有0～17，共18個部隊存在。18個部隊中，現在已經確認的部隊成員如下。其中除了艾克斯、傑洛、西格瑪以外，下列有記載其名字的獵人均已遭判定為非正規機器人並被處分（名字後標示其登場作品）。
第0特殊部隊（忍者部隊）
隊長：不明→傑洛／副隊長：爆炸黃蜂（X3）／成員：電磁蜈蚣（X2）、電網蜘蛛（X4，在該作中已轉加入仲裁部隊）
以隱密行動見長的部隊。除了傑洛之外，目前登場過的成員外型皆為節肢動物。
第4陸上部隊
隊長：燃燒猛瑪（X1）
第6艦隊
隊長：不明／副隊長：爪輪鱷魚（X2）／成員：魚雷章魚（X1）、泡沫巨蟹（X2）、閃電烏賊（X5）
成員外型以海洋生物為主，以水中行動見長。
第7空艇部隊
隊長：暴風鐵鷹（X1）／副隊長：不明／成員：音速駝鳥（X2）
外型以鳥類居多，大都具有飛行能力。
第8機甲部隊
隊長：裝甲犰狳（X1）
第9特殊部隊（突擊部隊）
隊長：不明／副隊長：不明／成員：針刺變色龍（X1）
第13極地部隊
隊長：不明（岩本佳浩漫畫「洛克人X」設定為瑪魯斯，被艾克斯救出後與冰凍企鵝同歸於盡）／副隊長：不明／成員：冰凍企鵝（X1）
第14格鬥戰鬥部隊
隊長：岩漿龍（X4）
第17精銳部隊
隊長：西格瑪（X1前）→傑洛（X1時）→艾克斯（X1後～X6、X7後）
成員：傑洛（X2之後成為第0部隊隊長）、霸法、電氣山魈（X1）、迴力標鍬形蟲（X1）、烈火雄鹿（X2）、重力甲蟲（X3）、馬克（X3）、達布爾（X4）
在反覆的戰爭中，各戰鬥部隊人員已經所剩無幾。由於部隊的機能喪失，『X6』時將各部隊解散，改採用指揮官席格那斯領導，直接對所有獵人進行指示的方式以維持部隊的運作。
領航員
主要工作是引導獵人的行動與分析各種資料，在獵人們的行動上有著舉足輕重的地位。
目前有出現名字的成員有艾莉雅、帕蕾特、蕾亞、愛麗絲（僅在吸魂者）、奈奈（僅在指令任務）
其他成員
艾克賽爾
生命維持者（X5）
達古拉斯（X5、X6）
深海龍騎兵（指令任務，遠東司令部）
薩多（指令任務）
Green Biker Dude（X2）
反擊獵人（カウンターハンター，Counter Hunter）(X2)
又稱修羅獵人、X獵人，歐美版本為「X Hunter」。
由亞吉爾、薩加斯、拜歐倫三人所構成的組織，組織名稱有「非正規獵人抹殺者」的意義（歐美版本名稱則是針對艾克斯）。恰如其名，以癱瘓「非正規獵人」為目的，半個月內就已秘密殺害「非正規獵人」中100位以上的優秀獵人。組織的最終目的是將艾克斯抹殺以及復活西格馬，為了妨礙艾克斯，以薩加斯製作的傑洛部件為賭注向艾克斯挑戰。
闇影獵人（シャドウハンター，Shadow Hunter）(幻電任務)
斬因與基梅爾，是過去曾為了立下聲威而大膽向西格瑪挑戰的二人組，但卻敗倒在西格瑪壓倒性的實力之下，成為了西格瑪直屬的祕密部下。
惡夢戰警（ナイトメアポリス，Nightmare Police）(X3)
瓦裘力亞FF和曼達雷拉BB，多普拉博士參考世界上優秀的機器人後所開發出來，多貝爾城的警備型機器人。
秩序破壞者（オーダブレイカー，Order Breaker）(Megamission)
拉克西恩、布拉迪恩，於卡片上發行的外傳中登場，皆為自律型機器腦塔其恩所製造的分身。
滅魂者（ソウルイレイザー，Soul Eraser）(吸魂者)
貝爾卡娜、卡雷斯，在拉古斯島造成了神祕事件的二人組思考型機器人。
仲裁部隊（レプリフォース，Repliforce）(吸魂者、X4、X5）
又稱雷普利軍隊
為了應對大規模災害可迅速處理而設立，擁有陸、海、空、宇宙四種巨大規模軍隊，全為雷普利機器人的軍隊。經常以合作的方式，與「非正規獵人」共同執行各種任務，並為了維持世界的和平與治安而努力，也有交換實習生的合作。
然而在「X4」中，由於西格馬的策略，使「仲裁部隊」被懷疑與天空之城「蔚藍海灘」的意外墜落有關。受到「仲裁部隊」拒絕協助調查而被「非正規獵人」判定組織全員為非正規機器人的影響，兩大組織就此決裂並對立，接著引發被後世稱為「仲裁大戰」的戰爭。這場戰爭在雙方巨大的耗損下以悲劇收場，失去卡尼爾等主要幹部以及最高司令官，組織規模大幅縮小並且嚴重弱化。
「X5」中西格馬病毒的散播更對「仲裁部隊」造成毀滅性的傷害。
夢魘現象調查隊（ナイトメア調査員）(X6)
在「X6」的夢魘事件中，被凱特及艾索克派往世界各地調查夢魘現象的思考型機器人隊伍。成員皆是過往被處分掉的凱特作品，後又被凱特復活，再使各地發生夢魘現象。
紅色警戒（レッドアラート，Red Alert）(X7)
由雷德領導的雷普利機器人非官方自警組織，曾收留艾克賽爾。由於受到西格瑪的控制，在「X7」與非正規獵人發生衝突。

## 用語
雷普利機器人（レプリロイド，Repliroid）
「Replica（複製品）」+「Android（人型機器人）」的複合字，又稱思考型機器人。歐美版本為「Reploid」。
具有像人類一般思考迴路的機器人總稱，能夠獨自思考並自行解決事情；為了區分，僅按照程式指令行動的機器人被稱為指令型機器人（メカニロイド，Mechaniroid）。雷普利機器人的創造者是凱恩博士，但所參考的思考迴路原型，是由100年前的湯瑪士·萊特與艾伯特·W·威利兩人所寫。
在100年後，X系列的世界中已經擁有了各種高度的技術，然而在萊特、威利博士相繼過世後，當時未能被他人理解思考迴路理論與技術早已完全失傳。藉由解析艾克斯，凱恩博士才得以使這項技術重見於世；然而即使是凱恩博士，也並不完全了解這樣技術，如同萊特博士在封印艾克斯的膠囊中留下的訊息：「沒有人能夠100%了解我的技術」。
由於艾克斯、傑洛並非基於凱恩博士的技術而誕生，故嚴格來講並不算是雷普利機器人。而一般認為由凱恩博士製造的西格瑪是第一台雷普利機器人。
小說版中，對此一名詞解釋為「擁有能模仿人類思考能力的機器人」。
非正規機器人（イレギュラー，Irregular）
又稱異常者、異常機器人，歐美版本為「Maverick」（意為不服從者、異教徒、特立獨行者）。
指包含指令型、雷普利機器人在內因電子頭腦故障會傷害人類及其它雷普利機器人的機器人總稱，也就是機器人中的犯罪者。一旦雷普利機器人被政府的「非正規獵人」組織認定為非正規機器人後，獵人就可將其處刑。但並非所有的非正規機器人都會受到破壞處分，也有像傑洛、冰霜海象等，之後解除其非正規化判定並回歸社會的思考型機器人存在。
非正規化的原因，傑洛曾說「程式上的錯誤，以及電子智能的故障。我們思考型機器人的編碼處理能力，反而也會變成麻煩的東西」。除了電子頭腦的思考程式故障，病毒等外在因素的影響也經常發生。除了技術上的缺失，擁有與人類相同思考方式的雷普利機器人，如同人類一樣，也可能按自己的意思違反命令或進行犯罪；這些雷普利機器人同樣會被判定為非正規機器人之後處刑。
在本系列中的各關頭目在非正規獵人組織中的正式記錄上，都被當作非正規機器人處理。
新世代雷普利機器人（新世代型レプリロイド，New Generation Repliroid）(X8)
解析了許多雷普利機器人之後，所創造的新一代雷普利機器人的總稱，艾克賽爾被稱為是新世代雷普利機器人的原型機。新世代雷普利機器人搭載有保存眾多DNA資料的複製晶片，可依照DNA資料瞬間改變身型，並對病毒具有高度抗性。但晶片中亦含有西格瑪的DNA資料這一點，導致新世代雷普利機器人可能依照自己的意志，反叛「舊世代」的思考型機器人。
受到露明尼非正規化的衝擊，政府將擁有複製能力的新世代思考型機器人初期製品全數銷毀，並停止製造複製晶片。然而，隨著宇宙開發更加昌盛，各界也不斷要求開發高性能的新型思考型機器人，數年後，政府施加嚴密的防火牆，再度開始製造複製晶片。

## 外部連結
- .   [2012-07-27]. （原始内容存档于2012-06-11） （日语）.
- .   [2012-07-24]. （原始内容存档于2021-04-13）.
- .   [2012-06-24]. （原始内容存档于2012-09-27） （英语）.